# Maarten Mertens
Maarten Mertens (7 november 1981) is een Belgische acteur.

## Biografie
Hij had een hoofdrol in de televisieserie Kaat & co, had rollen in Flikken, Goesting, Zone Stad, Witse en Danni Lowinski. In 2008 had hij een rol in Los van Jan Verheyen, in 2010 speelde hij een hoofdrol in de langspeelfilm Adem van Hans Van Nuffel.. Vanaf eind 2012 is hij te zien in de VRT-reeks Wolven, als Joris Rinckhout.
Hij maakte zijn debuut bij de 'Lege Kamer' in de stadsschouwburg van Antwerpen op 11-jarige leeftijd. Met het Koninklijk Jeugdtheater speelde hij als twaalfjarige jeugdacteur een rol in "Het oneindig verhaal". 
Als dramaturg werkte hij voor Theatermakersgroep De Queeste onder meer aan Blanco, Osama The Hero, De Rafaëls en Locked In. Voor Laura Van Dolron, verbonden aan Het Nationale Toneel (Den Haag), werkte hij onder meer aan de voorstellingen "Wat Nodig Is" en "Alleen Voor Jullie"
Van 2014 tot 2017 vertolkte hij de rol van muziekleraar Florian Thys in de populaire tv-reeks Ghost Rockers op Ketnet.

## Televisie
- Chez Bompa Lawijt (1995) - als Leonard Ketels
- Kaat & co (2004-2007) - als Seppe Cremer
- Flikken (2005) - als Sandro Van Meulebeke
- Goesting (2010) - als Arno
- Witse (2011) - als Dave Akkerman
- Zone Stad (2012) - als Geoffrey Deboeck
- Wolven (2013) - als Joris Rinckhout
- Danni Lowinski (2013) - als Justin
- Binnenstebuiten (2013) - als Maarten Scheenmaeckers
- Deadline 25/5 (2014) - als Steven Wolfs
- Amateurs (2014) - als begeleider
- Lang Leve... (2014) - als Seppe Cremer
- Ghost Rockers (2014-2017) - als muziekleraar Florian Thys
- Danse Macabre (2015) - als meester Hans
- 13 Geboden (2018) - als journalist
- De Bunker (2022) - als Jo Stijnen
- Lisa (2022-2023) - als Davy De Maene
- F*** You Very, Very Much (2023-heden) - als Guillaume

## Film
- Los (2008)
- Adem (2010) - als Lucas Van Dam
- Plan Bart (2014) - als Filip